# Alegeri legislative în Italia, 1919
Alegerile legislative din 1919 au avut loc la data de 16 noiembrie 1919. Acestea au fost primele alegeri în Italia când s-a făcut uz de o lege electorală proporțională (nr. 1401 din 08.15.1919).

## Camera deputaților
|                        | total      | procente (%) | procente (%)              |  |
| ---------------------- | ---------- | ------------ | ------------------------- |  |
| Înscriși pe listă      | 10.235.874 |              |                           |  |
| Votanți                | 5.793.507  | 56,6         | (din numărul de electori) |  |
| Voturi valide          | 5.684.833  | 98,1         | (din numărul de votanți)  |  |
| Voturi non valide      |            |              | (din numărul de votanți)  |  |
| din care buletine albe |            |              | (din numărul de votanți)  |  |

| Partide                                       | Partide | voturi    | voturi (%) | locuri |
| --------------------------------------------- | ------- | --------- | ---------- | ------ |
| Partidul Socialist Italian                    |         | 1.834.792 | 32,3       | 156    |
| Partidul Popular Italian                      |         | 1.167.354 | 20,5       | 100    |
| Lista liberarilor,democraților și radicalilor |         | 904.195   | 15,9       | 96     |
| Partidul Democratic Social                    |         | 632.310   | 10,9       | 60     |
| Partidul Liberal                              |         | 490.384   | 8,6        | 41     |
| Partidul Luptătorilor                         |         | 232.923   | 4,1        | 20     |
| Partidul Republican Italian                   |         | 53.197    | 2,1        | 9      |
| Partidul Radical                              |         | 110.697   | 2,0        | 12     |
| Partidul Economic                             |         | 87.450    | 1,5        | 7      |
| Partidul Socialist Reformist Italian          |         | 82.172    | 1,5        | 6      |
| Partidul Socialist Independent                |         | 33.948    | 0,6        | 1      |
| Total                                         | Total   | 5.684.833 | 100,00     | 508    |